# Rotgraue Moschusspitzmaus

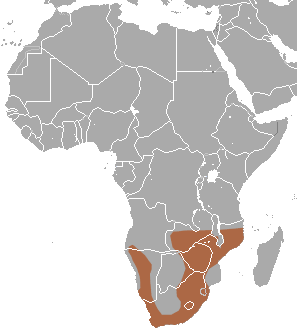
Verbreitungsgebiet der Rotgrauen Moschusspitzmaus

Die Rotgraue Moschusspitzmaus (Crocidura cyanea) ist ein im südlichen Afrika verbreitetes Säugetier in der Gattung der Weißzahnspitzmäuse. Einige Populationen, die früher dieser Art zugerechnet wurden, zählen anstelle zu Crocidura parvipes oder Crocidura smithii.

## Merkmale
Männchen sind mit einer Kopf-Rumpf-Länge von 65 bis 93 mm, einer Schwanzlänge von 42 bis 69 mm, mit 11 bis 14,5 mm langen Hinterfüßen und mit 8 bis 11 mm langen Ohren größer als Weibchen. Diese sind ohne Schwanz 68 bis 69 mm lang, der Schwanz erreicht 33 bis 55 mm Länge und die Werte für die Länge der Hinterfüße und Ohren liegt bei 12 bis 14 mm bzw. 7,5 bis 11 mm. Gewichtsangaben liegen nicht vor. Auf der Oberseite sind die Haare grau an der Wurzel, hellgrau oder gelbbraun im mittleren Bereich und rotbraun an den Spitzen, was ein gesprenkeltes rotbraunes bis rotgraues Aussehen erzeugt. Unterseits ist hellgraues Fell mit gelblichen oder silbernen Tönungen vorhanden. Typisch sind eine langgestreckte Schnauze, kleine Augen und abgerundete Ohren. Die hellbraunen Vorder- und Hinterpfoten besitzen fünf Finger oder Zehen. Der Schwanz hat oberseits eine dunkelbraune und die Unterseite ist leicht heller. Die sechs paarig angeordneten Zitzen der Weibchen liegen im Leistenbereich. Populationen im westlichen Teil des Verbreitungsgebiets sind heller als östliche Populationen.

## Verbreitung und Lebensweise
Die Art ist in einem Bogen von südlichen Angola über Namibia, Südafrika, Lesotho, Eswatini, das östliche Botswana, Simbabwe und Mosambik bis Sambia verbreitet. Vorkommen in Malawi, Tansania und im Süden der Demokratischen Republik Kongo sind unsicher. Die Rotgraue Moschusspitzmaus lebt im Flachland und in Gebirgen bis 2000 Meter Höhe. Sie hält sich auf Grasflächen, in Savannen, in Wäldern und im Buschland auf.
In Höhlen gefundene Exemplare fressen vermutlich Insekten, andere Wirbellose und tote Fledermäuse. Die nachtaktive Art hält sich auf dem Grund auf. Wenn Weibchen nicht paarungswillig sind, ist jedes Tier einzelgängerisch. Da trächtige Weibchen in der Regenzeit und in der Trockenperiode gefunden wurden, wird angenommen, dass die Fortpflanzung an keine Jahreszeit gebunden ist. Pro Wurf kommen 2 bis 6 Neugeborene vor. Reste dieser Spitzmaus sind aus Gewöllen der Schleiereule bekannt.

## Gefährdung
Die IUCN listet die Rotgraue Moschusspitzmaus aufgrund fehlender Bedrohungen und einer stabilen Gesamtpopulation als nicht gefährdet (least concern).